# Old Leake
Old Leake est une paroisse civile et un village du Lincolnshire, en Angleterre.